# Цінгалинське сільське поселення
Цінгали́нське сільське поселення (рос. Цингалинское сельское поселение) — сільське поселення у складі Ханти-Мансійського району Ханти-Мансійського автономного округу Тюменської області Росії.
Адміністративний центр — селище Цінгали.
Населення сільського поселення становить 750 осіб (2017; 776 у 2010, 876 у 2002).
9 грудня 2015 року було ліквідовано присілок Сімейка.

## Склад
До складу сільського поселення входять:
| Населений пункт      | Населення, осіб (2002) | Населення, осіб (2010) |
| -------------------- | ---------------------- | ---------------------- |
| Сімейка, присілок    | 35                     | 1                      |
| Цінгали, село        | 787                    | 724                    |
| Чембакчина, присілок | 53                     | 51                     |